# 沙城东站
沙城东站位于河北省怀来县土木乡，是大秦铁路的一座火车站，等级为四等站，距大同站234公里，距秦皇岛站419公里，本站及相邻上下行区间均为电气化区段。大秦铁路为煤运铁路，全线不办理客运业务。